# Araeopteron rufescens
Araeopteron rufescens är en fjärilsart som beskrevs av W. Warren 1913. Araeopteron rufescens ingår i släktet Araeopteron och familjen nattflyn. Inga underarter finns listade i Catalogue of Life.